# Parasabella saxicola
Parasabella saxicola är en ringmaskart som först beskrevs av Grube 1861.  Parasabella saxicola ingår i släktet Parasabella och familjen Sabellidae. Inga underarter finns listade i Catalogue of Life.